# FIFA Puskás Award 2022
Il FIFA Puskás Award 2022 è stata la quattordicesima edizione del premio per il gol ritenuto più bello dell'anno. Il vincitore, Marcin Oleksy, è stato annunciato e premiato durante la cerimonia dei The Best FIFA Football Awards che si è tenuta il 27 febbraio 2023. Gli 11 gol nominati sono stati resi noti il 12 gennaio 2023.

## Formula
La FIFA ha confermato la formula utilizzata nella scorsa edizione per l'assegnazione del premio: potranno votare online i tifosi da tutto il mondo, registrati sul sito ufficiale della FIFA; in più ci sarà una giuria di Leggende della FIFA. Entrambe le giurie avranno lo stesso peso, indipendentemente dai numeri di voti dei tifosi. Sia i "Tifosi" che le "Leggende" potranno votare selezionando tre degli undici gol, attribuendo un punteggio per ogni selezione: 5 punti per il primo selezionato, 3 per il secondo ed 1 per il terzo. Alla fine della fase di votazione verranno generate due classifiche: una dei tifosi e una delle leggende. Si procede così ad attribuire un punteggio ad ogni gol in base alla posizione in ognuna delle due classifiche: al primo classificato della votazione dei Tifosi verranno assegnati 13 punti, 11 per il secondo, 9 per il terzo, 8 per il quarto e così via. Verrà fatto lo stesso con la classifica generata dalle "Leggende". Vengono poi sommati i punteggi ottenuti da ogni singolo gol in entrambe le classifiche, stilando quindi la classifica finale. Le votazioni si sono tenute dal 12 gennaio 2023 al 3 febbraio 2023.

## Risultati
Di seguito i candidati al premio, resi noti il 12 gennaio 2023. Il 10 febbraio successivo sono stati resi noti i 3 finalisti.
Nota bene: il risultato indicato tiene conto del punteggio al momento della realizzazione del gol.
| Pos.             | Giocatore                  | Squadra             | Avversario      | Risultato | Competizione                                  | Punti           |
| ---------------- | -------------------------- | ------------------- | --------------- | --------- | --------------------------------------------- | --------------- |
| 1                | Marcin Oleksy              | Warta Poznań        | Stal Rzeszów    | 1-0       | PZU Amp Futbol Ekstraklasa 2022               | 21              |
| 2                | Dimitri Payet              | Olympique Marsiglia | PAOK            | 2-0       | UEFA Europa Conference League 2021-2022       | 20              |
| 3                | Richarlison                | Brasile             | Serbia          | 2-0       | Campionato mondiale di calcio 2022            | 17              |
| Non classificati | Mario Balotelli            | Adana Demirspor     | Göztepe         | 7-0       | Süper Lig 2021-2022                           | Non disponibili |
| Non classificati | Amandine Henry             | Olympique Lione     | Barcellona      | 1-0       | UEFA Women's Champions League 2021-2022       | Non disponibili |
| Non classificati | Theo Hernández             | Milan               | Atalanta        | 2-0       | Serie A 2021-2022                             | Non disponibili |
| Non classificati | Alou Kuol                  | Australia under 23  | Iraq under 23   | 1-0       | Coppa d'Asia AFC Under-23 2022                | Non disponibili |
| Non classificati | Kylian Mbappé              | Francia             | Argentina       | 2-2       | Campionato mondiale di calcio 2022            | Non disponibili |
| Non classificati | Francisco González Metilli | Central Córdoba (R) | Rosario Central | 1-0       | Primera Division 2022                         | Non disponibili |
| Non classificati | Salma Parralluelo          | Villarreal          | Barcellona      | 1-0       | Primera División Femenina de España 2021-2022 | Non disponibili |
| Non classificati | Alessia Russo              | Inghilterra         | Svezia          | 3-0       | Campionato europeo femminile di calcio 2022   | Non disponibili |